# Cubelles (Haute-Loire)
Cubelles is een gemeente in het Franse departement Haute-Loire (regio Auvergne-Rhône-Alpes) en telt 126 inwoners (1999). De oppervlakte bedraagt 12,13 km², de bevolkingsdichtheid is 10 inwoners per km².

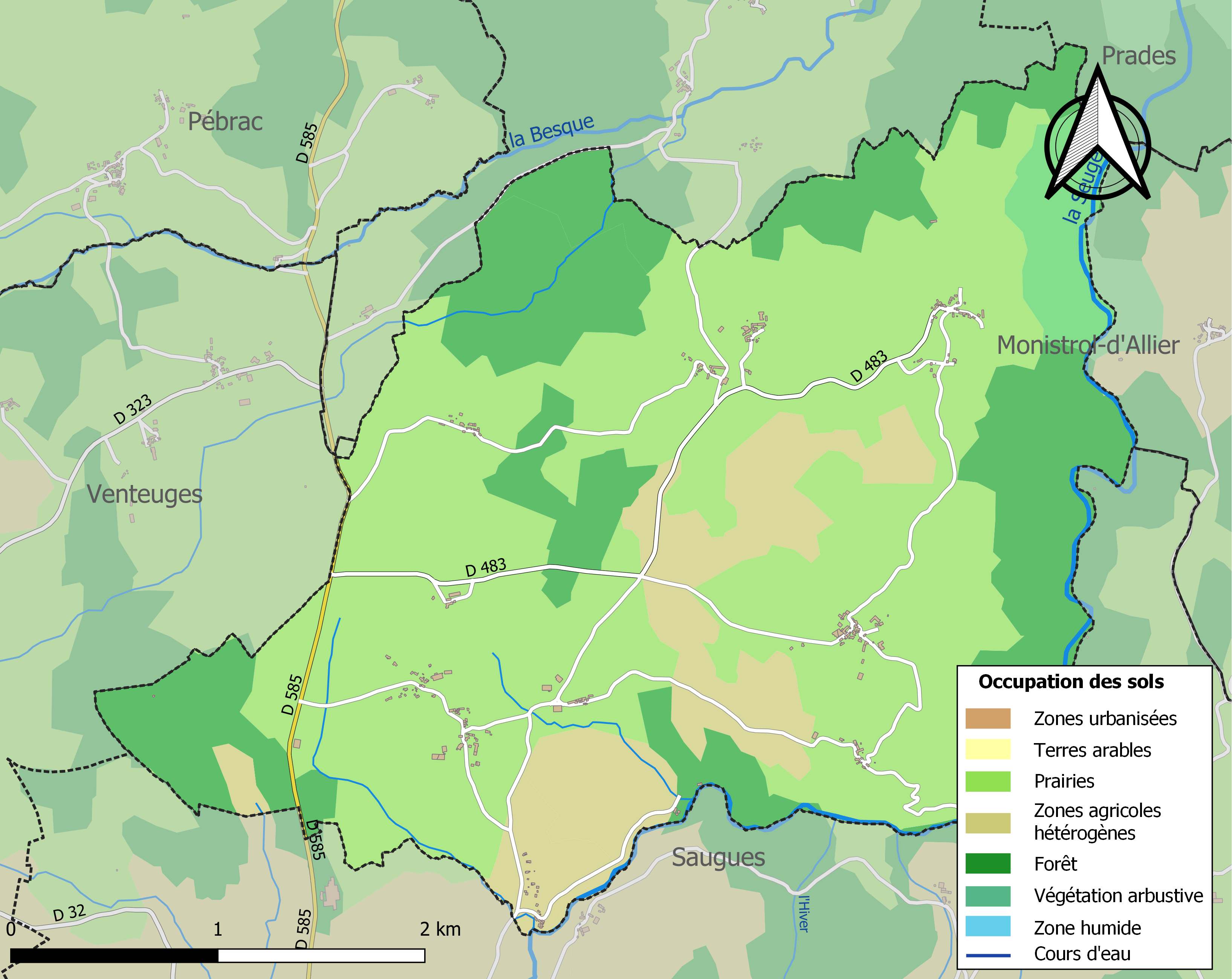
Kaart van het grondgebruik en de omgeving van Cubelles

## Demografie
Onderstaande figuur toont het verloop van het inwonertal (bron: INSEE-tellingen).
1. ↑  Populations de référence 2022.